# Championnat de Biélorussie de football 1997
Navigation
Saison précédente Saison suivante
La saison 1997 du Championnat de Biélorussie de football est la septième édition de la première division biélorusse. Elle regroupe les seize meilleurs clubs biélorusses au sein d'une poule unique qui s'affrontent en matchs aller et retour. En fin de saison, les deux derniers du classement sont relégués en deuxième division et remplacé par les deux meilleurs clubs de cette dernière compétition.
Le Dinamo Minsk retrouve son titre de champion de Biélorussie un an après l'avoir, en terminant en tête du championnat avec quatre points d'avance sur le Belchina Babrouïsk et onze points devant le Lokomotiv-96 Vitebsk. Il s'agit du sixième titre de champion du Dinamo en sept éditions.

## Clubs participants
| - Dinamo Minsk - Dniapro Mahiliow - Dinamo Brest - Naftan-Devon Novopolotsk - Nioman Hrodna - Lokomotiv-96 Vitebsk - Torpedo-Kadino Mahiliow - Kommounalnik Slonim - Promu de deuxième division | - Dinamo-93 Minsk - Metalourg Maladetchna - Torpedo Minsk - Chakhtior Salihorsk - Belchina Babrouïsk - Transmach Mahiliow - Promu de deuxième division - MPKC Mazyr - Ataka Minsk |

## Compétition
Le barème de points servant à établir le classement se décompose ainsi :
- Victoire : 3 points
- Match nul : 1 point
- Défaite : 0 point

### Classement
| Rang | Équipe                   | Pts | J  | G  | N | P  | Bp | Bc | Diff |
| ---- | ------------------------ | --- | -- | -- | - | -- | -- | -- | ---- |
| 1    | Dinamo Minsk             | 70  | 30 | 21 | 7 | 2  | 74 | 24 | +50  |
| 2    | Belchina Babrouïsk       | 66  | 30 | 21 | 3 | 6  | 67 | 30 | +37  |
| 3    | Lokomotiv-96 Vitebsk C   | 59  | 30 | 18 | 5 | 7  | 46 | 30 | +16  |
| 4    | Dniapro Mahiliow         | 52  | 30 | 15 | 7 | 8  | 48 | 32 | +16  |
| 5    | Dinamo-93 Minsk          | 49  | 30 | 14 | 7 | 9  | 53 | 30 | +23  |
| 6    | MPKC Mazyr T             | 43  | 30 | 12 | 7 | 11 | 39 | 30 | +9   |
| 7    | Dinamo Brest             | 42  | 30 | 12 | 6 | 12 | 44 | 52 | -8   |
| 8    | Torpedo Minsk            | 42  | 30 | 12 | 6 | 12 | 45 | 43 | +2   |
| 9    | Naftan-Devon Novopolotsk | 39  | 30 | 10 | 9 | 11 | 40 | 33 | +7   |
| 10   | Nioman Hrodna            | 38  | 30 | 10 | 8 | 12 | 32 | 41 | -9   |
| 11   | Kommounalnik Slonim P    | 30  | 30 | 9  | 3 | 18 | 32 | 61 | -29  |
| 12   | Ataka Minsk              | 30  | 30 | 8  | 6 | 16 | 29 | 44 | -15  |
| 13   | Metalourg Maladetchna    | 30  | 30 | 7  | 9 | 14 | 28 | 44 | -16  |
| 14   | Transmach Mahiliow P     | 28  | 30 | 8  | 4 | 18 | 30 | 52 | -22  |
| 15   | Torpedo-Kadino Mahiliow  | 28  | 30 | 7  | 7 | 16 | 29 | 59 | -30  |
| 16   | Chakhtior Salihorsk      | 24  | 30 | 6  | 6 | 18 | 22 | 53 | -31  |

|  | Qualification pour la Ligue des champions 1998-1999 |
|  | Qualification pour la Coupe des coupes 1998-1999    |
|  | Qualification pour la Coupe UEFA 1998-1999          |
|  | Qualification pour la Coupe Intertoto 1998          |
|  | Club dissous en fin de saison                       |

- Le Ataka Minsk est dissous en fin de saison tandis que les clubs du Transmach Mahiliow et du Dniapro Mahiliow fusionnent en début d'année 1998. Il n'y a donc pas de clubs relégués.

## Bilan de la saison
| Championnat de Biélorussie de football 1997          |                              |
| Champion                                             | Dinamo Minsk (6e titre)      |
| Coupes et trophées                                   |                              |
| Vainqueur Coupe de Biélorussie de football 1997-1998 | Lokomotiv-96 Vitebsk         |
| Qualifications continentales                         |                              |
| Ligue des champions 1998-1999                        | Dinamo Minsk                 |
| Coupe des coupes 1998-1999                           | Lokomotiv-96 Vitebsk         |
| Coupe UEFA 1998-1999                                 | Belchina Babrouïsk           |
| Coupe Intertoto 1998                                 | Dniapro Mahiliow             |
| Promotions et relégations                            |                              |
| Promus en première division                          | FK Homiel                    |
| Promus en première division                          | BATE Borisov                 |
| Relégués en deuxième division                        | Ataka Minsk (dissous)        |
| Relégués en deuxième division                        | Transmach Mahiliow (dissous) |